# ۱-اوکتن-۳-ال
۱-اوکتن-۳-ال (به انگلیسی: 1-Octen-3-ol) با فرمول شیمیایی C8H16O یک ترکیب شیمیایی است. که جرم مولی آن ۱۲۸٫۲۱۲۰۴ گرم بر مول می‌باشد. 